# کوپلینگ هیدرولیکی

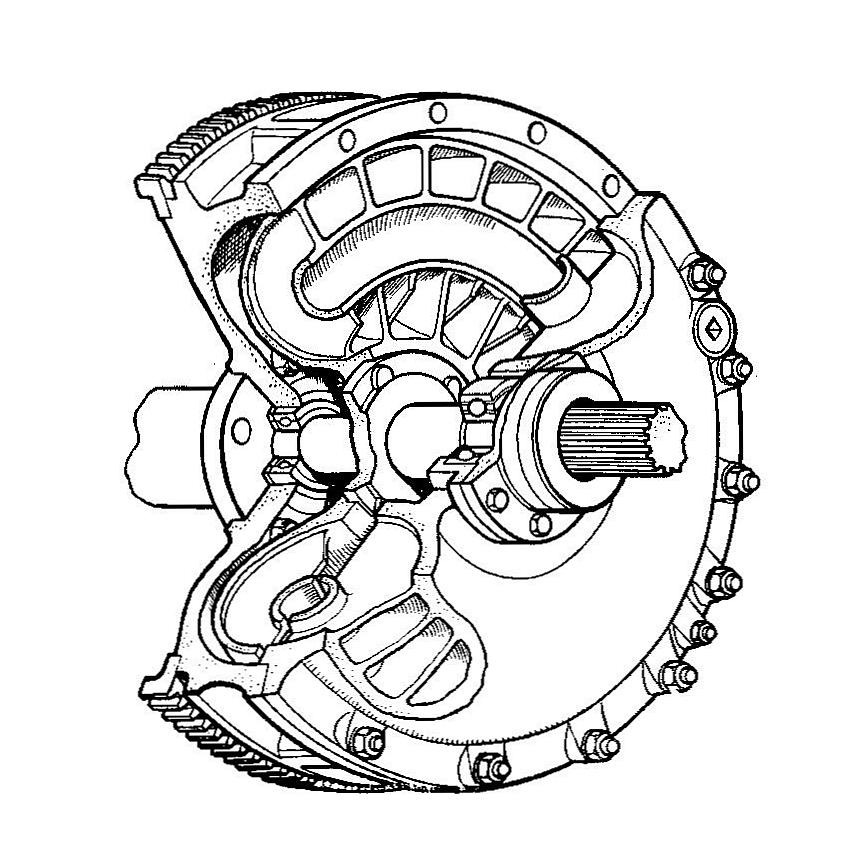
نمای برش یک فلایویل هیدرولیکی ساخت دایملر.

کوپلینگ هیدرولیکی (به انگلیسی: Fluid coupling) یا کوپلینگ سیال یک دستگاه هیدرودینامیکی یا هیدروکینتیکی است که برای انتقال توان مکانیکی استفاده می‌شود. این وسیله در خودروهای اتوماتیک به عنوان جایگزینی برای کلاچ مکانیکی استفاده می‌شود. این وسیله نیز کاربرد گسترده‌ای در محرک‌های دریایی و صنعتی دارد، جایی که با کاربردهای متغیر سرعت و راه‌اندازی کنترل شده بدون بارگذاری با ایجاد شوک و ضربه به سیستم انتقال قدرت ضروری است.
محرک‌های هیدروکینتیکی، مانند این وسیله، باید از محرک‌های هیدرواستاتیک مانند پمپ هیدرولیک و موتور هیدرولیک جدا شوند.